# Trevor Wooley
Trevor D. Wooley (Reino Unido, 17 de setembro de 1964) é um matemático britânico. Trabalha com teoria analítica dos números.
Em 1993 recebeu o Prêmio Berwick Júnior da London Mathematical Society. Em 1998 recebeu o Prêmio Salem e em 2012 o Prêmio Fröhlich. Em 2002 foi palestrante convidado do Congresso Internacional de Matemáticos em Pequim (Diophantine methods for exponential sums, and exponential sums for diophantine problems). Em 2014 foi palestrante convidado do Congresso Internacional de Matemáticos em Seul.